# Direttore d'albergo
Il direttore d'albergo è specializzato nel coordinamento di tutte le attività necessarie per il buon funzionamento di un albergo. L'attività può esser svolta in proprio come proprietario dello stesso o come dipendente di società - impresa o di catene di alberghi.
Gli incarichi che egli ricopre possono comprendere:
- supervisione dell'attività del personale impegnato nei diversi compiti: ricevimento, pulizie, ristorazione, amministrazione;
- selezione per affidare gli incarichi ai fornitori;
- decisione della politica dei prezzi;
- controllo dell'andamento economico e finanziario dell'attività;
- decisione o suggerimenti delle attività di rinnovo e manutenzione.

Per poter ambire a ricoprire tale ruolo all'interno della struttura alberghiera molto spesso l’aspirante è in possesso di ottime qualità personali, di una laurea in discipline economiche o alberghiere e di una precedente esperienza in ruoli intermedi. 
Sono inoltre necessarie ottime capacità di analisi, autonomia decisionale, capacità di leadership, capacità nel selezionare il personale, ottime capacità organizzative gestionali e umane, affidabilità, affabilità e perfetta conoscenza di tre o più lingue straniere tra le più importanti.